# Mount Vernon (Illinois)
Mount Vernon é uma cidade localizada no estado americano de Illinois, no Condado de Jefferson.

## Demografia
Segundo o censo americano de 2000, a sua população era de 16.269 habitantes.
Em 2006, foi estimada uma população de 16.407, um aumento de 138 (0.8%).

## Geografia
De acordo com o United States Census Bureau tem uma área de
30,1 km², dos quais 29,8 km² cobertos por terra e 0,3 km² cobertos por água. Mount Vernon localiza-se a aproximadamente 132 m acima do nível do mar.

## Localidades na vizinhança
O diagrama seguinte representa as localidades num raio de 16 km ao redor de Mount Vernon.